# Kruiskapel (Roermond)

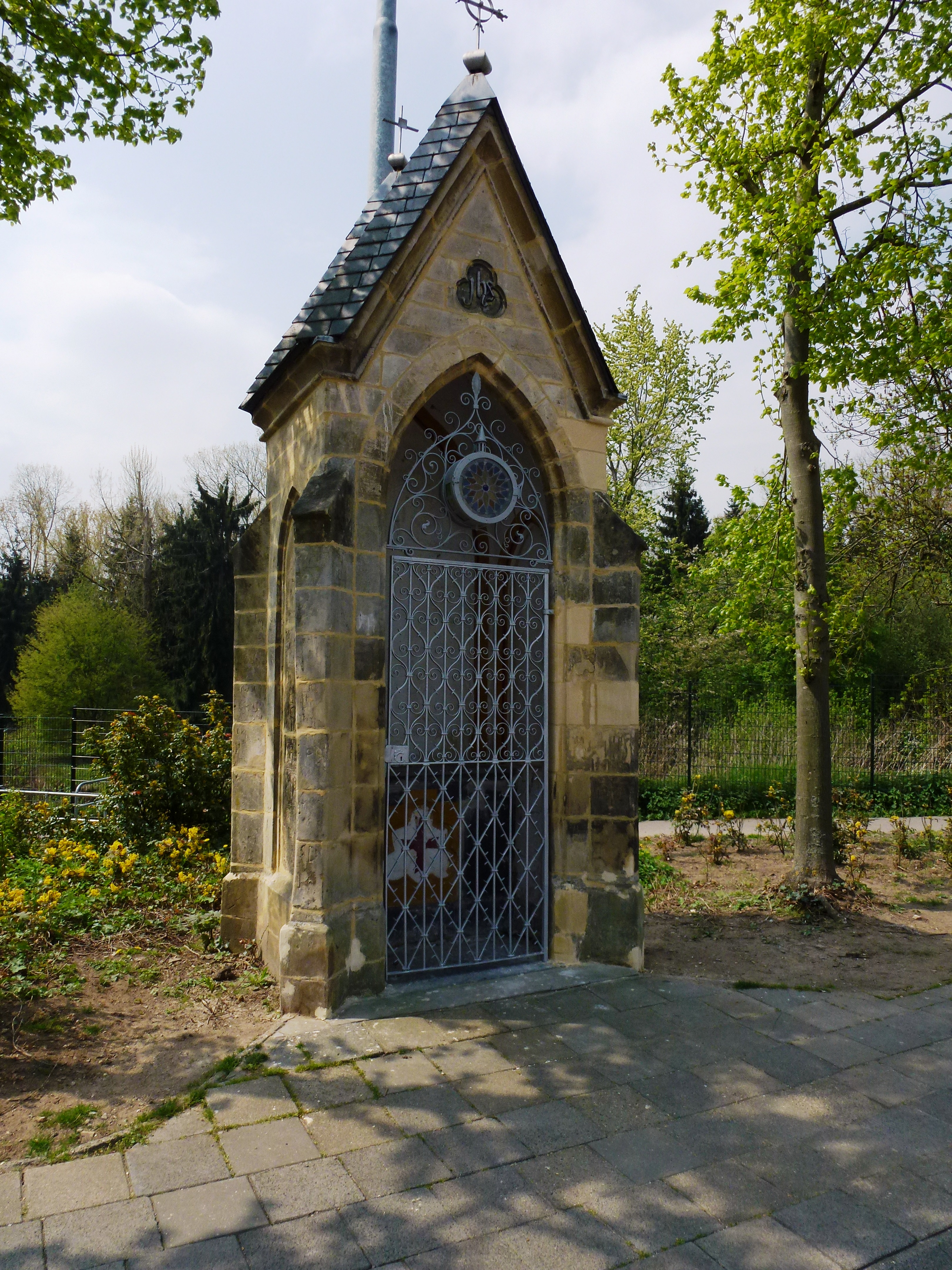
Kruiskapel aan de Kapellerlaan

De Kruiskapel is een kapel in Roermond in de Nederlands Midden-Limburgse gemeente Roermond. De kapel staat bij de Roer aan de Kapellerlaan waar de Prins Bernhardstraat hierop uitkomt.
De kapel is gewijd aan het kruis.

## Geschiedenis
Rond 1874 werd de kapel gebouwd.
Op 14 september 2014 werd de kapel opnieuw ingezegend.

## Bouwwerk
De neogotische mergelstenen kapel is opgetrokken op een rechthoekig plattegrond en wordt gedekt door een verzonken zadeldak met leien. Op de hoeken zijn er overhoekse steunberen geplaatst. In de zijgevels bevindt zich elk een blind spitsboogvormig venster. De frontgevel en achtergevel zijn een puntgevel met op de top een gouden bol met daarop een kruis. Boven in de frontgevel bevindt zich een driepasvormige nis met daarin de tekst IHS. De frontgevel bevat de spitsboogvormige toegang die wordt afgesloten met siersmeedijzeren hek met erboven in het boogveld een tweede hek van smeedijzer met een rond venster met glas-in-lood.
Tegen de achterwand is een altaar geplaatst. Boven het altaar is op de achterwand een groot houten kruis opgehangen met corpus.
De bakstenen niskapel staat op een rechthoekig plattegrond en bestaat uit een rechthoekig basement met daarop een iets smallere bovenbouw, naar boven toe uitkragend, en bekroond met een overstekend zadeldak met rode pannen. Aan beide zijden is bij de inkraging en uitkraging een natuursteen aangebracht. Aan de voorzijde is een nis aangebracht met ervoor een smeedijzeren hekje. Onder de nis is de tekst St. Theresia Put 1955 aangebracht. Van binnen is de nis wit geschilderd. In de nis staat een Thereasiabeeldje.